# Carl Romme

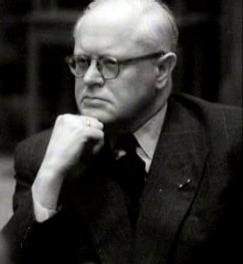
Carl Romme (1959)

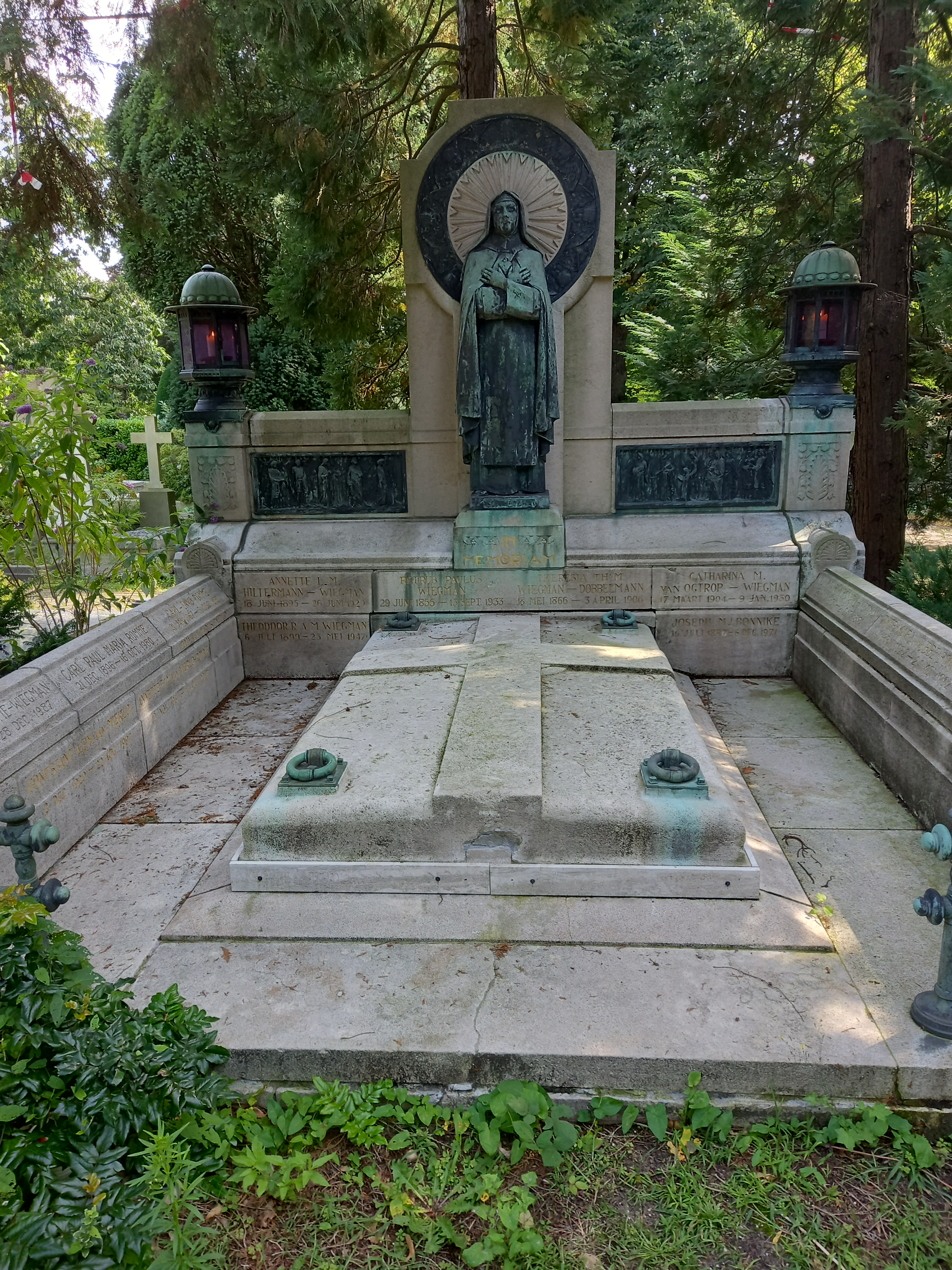
Das Grab von Carl Romme und seiner Ehefrau Antonia Maria Wiegman (Inschrift links) im Familiengrab Wiegman auf dem katholischen Friedhof Buitenveldert in Amsterdam

Carl Paul Marie Romme (* 21. Dezember 1896 in Oirschot; † 16. Oktober 1980 in Tilburg) war ein niederländischer Politiker, Journalist und Anwalt.

## Leben
Carl Romme studierte Jura an der Universität von Amsterdam und arbeitete anschließend zunächst als Anwalt. 1921 wurde er für die Roomsch-Katholieke Staats Partij (RKSP) in den Amsterdamer Gemeinderat gewählt und schrieb nun auch für verschiedene Zeitungen und Zeitschriften. Von 1937 bis 1939 war er Minister für Soziales in der niederländischen Regierung unter Hendrikus Colijn.
1944 war Romme zusammen mit Adrianus Cornelis de Bruijn, dem Vorkriegsvorsitzenden des R.K. Werkliedenverbond (RKWV) (Römisch-Katholischer Arbeitnehmerverband), der Hauptinitiator zur Wiedergründung der Zeitung de Volkskrant. Da er nicht – wie ursprünglich vorgesehen – die Chefredaktion allein ausüben wollte, erhielt die Zeitung mit Joop Lücker einen zweiten Chefredakteur. De Bruijn wurde 1946 Vorsitzender der RKWV-Nachfolgeorganisation Katholieke Arbeiders Beweging (KAB), welche die Herausgeberschaft von de Volkskrant übernahm.
Von 1946 bis 1961 war Romme Fraktionschef der Katholieke Volkspartij (KVP), wodurch sich in seiner Person eine enge Verbindung zwischen Partei und Zeitung ergab. Richtungsstreitigkeiten zwischen der KVP und KAB schlugen sich auf das Verhältnis von Romme und de Bruijn nieder. Nachdem die KVP die Parlamentswahlen nicht gewinnen und Romme dadurch nicht Ministerpräsident werden konnte, schied er zum Ende des Jahres 1952 aufgrund dieser Spannungen aus der Redaktion aus. Auf Lückers Initiative hin begann er, genau ein Jahr später, wieder als Kolumnist für de Volkskrant zu schreiben.
Königin Juliana berief Romme 1962, nach seinem Ausscheiden aus dem Parlament, in den Raad van State.

## Ehrungen
1971 wurde Carl Romme der Ehrenrang eines Staatsministers verliehen.